# Hincksipora armata
Hincksipora armata är en mossdjursart som först beskrevs av Androsova 1958.  Hincksipora armata ingår i släktet Hincksipora och familjen Hincksiporidae. Inga underarter finns listade i Catalogue of Life.